# Крутов, Геннадий Георгиевич
Геннадий Георгиевич Крутов (6 июля 1933 — 9 октября 1995) — советский хоккеист, нападающий. Мастер спорта СССР (1961). Заслуженный тренер РСФСР.

## Биография
Воспитанник горьковского хоккея.
Всю карьеру в чемпионате СССР — 10 сезонов (1954/55 — 1963/64) провёл в горьковском «Торпедо». Затем работал тренером в команде и в Горьковской школе-интернате спортивного профиля.
Серебряный призёр чемпионата СССР 1960/61, финалист Кубка СССР 1961.
Скончался в октябре 1995 года. Похоронен на Старом Автозаводском кладбище.